# Lundevangsvej
Lundevangsvej er en vej på beliggende på Østerbro i København. Lundevangsvej er ca. 400 meter lang og forbinder Tuborgvej med Ryvangs Allé. Det er den eneste vej med det navn i Danmark.
Enden ud mod Tuborgvej ligner en typisk dansk villavej, dog med stor niveauforskel og husene har lange trapper op til hoveddøren.

## Gadens historie
Vejnavnet fra 1904 er en konstruktion, bestående af lund – en lille skov – og vang, der enten betyder mark eller i Nordsjælland indhegnet skov. 
I 1911 boede højesteretssagfører Ernst Møller i nr. 12 og i nr. 16 arkitekt Axel E. Petersen. Fyrre år senere boede bestyrelsesmedlem i Nyt Nordisk Forlag Arnolds Busck Th. Tryde i nr. 5.

## Nævneværdige bygninger i gaden
Lundevangen, med indgang fra Lundevangsvej, er fra 1978 og i mursten, to etager, tagpap og mosgrønt træværk og svalegange. Sammen med de velklippede og fuldstændigt firkantede hække giver lejlighedskomplekset til ældre et lidt tvært udtryk, aktiviteterne og trygheden  er nu ellers meget venligt tænkt.
Nr. 12 er tegnet i 1908 af arkitekten Carl Brummer (1864-1953). Nu bor Fertilitetsklinikken Trianglen i den fredede villa, der har vælske galve, buet tag, krummelurer og snirkler af mursten og så sprælsk at formglæden også måtte finde udtryk i fliserne om huset: Der er røde og sorte fliser i buet mønster ud til fortovet. Man kan også sidde på en dejlig træbænk med masser af buer.
En berømt tidligere beboer var Erna Hamilton, den navnkundige ”grevinden fra tredje”, der boede her 1900-1926. 
En anden tidligere berømt beboere i nr. 12 er jazzmusiker og Tennisspiller Torben Ulrich, der sammen med sin daværende kone Lone og deres søn Lars Ulrich, senere trommeslager i Metallica, boede i huset fra 60erne frem til sommeren 1980.
Israels ambassade har siden 1983 ligget i nr. 23, der er fra 1938. Ganske som staten Israel er ambassaden godt beskyttet og bevogtet: Utallige overvågningskameraer, pullerter og en forholdsvis smal metaldør i havemuren. Bygningensanlægget og den omkransende mur er holdt i flødefarve, der mildner det tilknappede udtryk.[kilde mangler] Selv de svære blomsterkasser har fine blomster i.